# Port lotniczy Roseau
Port lotniczy Roseau – trzeci co do wielkości port lotniczy Dominiki, zlokalizowany w jej stolicy – Roseau.